# Eternamente ora (singolo)
Eternamente ora è un singolo del cantante italiano Francesco Gabbani, estratto dall'album omonimo e pubblicato il 6 maggio 2016.

## Descrizione
Il brano è stato scritto a quattro mani con Fabio Ilacqua. Sul suo significato Francesco Gabbani ha dichiarato:

## Video
La produzione è stata realizzata sul mare di Carrara, per mano del fotografo e video-maker Daniele Barraco. Nelle riprese ci sono anche i musicisti che seguono il cantante nel Gabbatour 2016.

## Tracce
1. Eternamente ora – 3:20